# Douglas Walker
Douglas Walker (* 28. červenec 1973, Inverness) je bývalý britský atlet, sprinter.
Na světovém šampionátu v Paříži v roce 1997 byl členem bronzové britské štafety na 4 × 100 metrů. O rok později se stal dvojnásobným mistrem Evropy – v běhu na 200 metrů a ve štafetě na 4 × 100 metrů. Také jeho osobní rekord v běhu na 200 metrů 20,35 pochází z tohoto roku.